# Pär Fabian Lagerkvist
Pär Fabian Lagerkvist (Växjö, 23 maggio 1891 – Stoccolma, 11 luglio 1974) è stato uno scrittore, poeta e drammaturgo svedese, tra i più noti classici svedesi.
Nel 1951 vinse il premio Nobel per la letteratura dopo aver scritto il romanzo Barabba
(Motivazione del Premio Nobel)

## Biografia
Gli anni di esordio sono caratterizzati dall'interesse per le avanguardie, dalla violenza espressionistica di poesie che riflettono gli orrori della guerra e da una produzione teatrale influenzata dallo Strindberg mistico e surreale. Le sue opere, anche le più pessimistiche, sono dettate dalla necessità di affermare i valori fondamentali della vita e dalla costante ricerca di un ateo che non riesce a superare il vuoto lasciato da una fede perduta.
Vinse il premio Nobel grazie al romanzo Barabba "per il suo vigore artistico e per l'indipendenza del suo pensiero con cui cercò, nelle sue opere, di trovare risposte alle eterne domande che l'umanità affronta"
Il suo romanzo più famoso è Dvärgen del 1944, che fu tradotto in lingua inglese nel 1945 da Alexandra Dick con il titolo: The Dwarf (il nano).

## Opere
- Ordkonst och bildkonst (1913),  saggio di estetica
- Motiv (1914)
- Järn och människor (1915)
- Ångest (1916), silloge poetica
- Teater (1918)
- Kaos (1919)
- Det eviga leendet (1920), romanzo
- Den lyckliges väg (1921)
- Onda sagor (1924), raccolta di novelle
- Gäst hos verkligheten (1925), autobiografia
- Hjärtats sånger (1926)
- Han som fick leva om sitt liv (1928), dramma teatrale
- Bödeln (1933), romanzo
- Den knutna näven (1934)
- Seger i mörker (1939)
- Sång och strid (1940)
- Dvärgen (1944), romanzo
- Barabbas (1950), romanzo
- Aftonland (1953), silloge poetica
- Sibyllan (1956), romanzo
- Ahsverus död (1960), romanzo
- Pilgrim på havet (1962), romanzo
- Det heliga landet (1964), romanzo
- Mariamne (1967), romanzo

### In italiano
- La sibilla ("Sibyllan", 1956, trad. it. di Attilio Veraldi), Feltrinelli, 1961.
- Pellegrino sul mare ("Pilgrim på havet", 1962), Iperborea 1988 ISBN 88-7091-006-7; (Tea 1993),
- Il sorriso eterno ("Det eviga leendet", 1920, trad. it. 1990), Iperborea. ISBN 88-7091-014-8.
- Poesie, Guaraldi/NCE 1991
- Il nano ("Dvärgen", 1944, trad. it. 1991), Iperborea. ISBN 88-7091-024-5
- Mariamne ("Mariamne", 1967, trad. it. 1991), Iperborea. ISBN 88-7091-025-3
- Il boia ("Bödeln", 1933, trad. it. 1997), Iperborea. ISBN 88-7091-063-6
- La mia parola è no ("Det besegrade livet", 1927, trad. it. 1998), Iperborea. ISBN 88-7091-073-3
- Barabba (romanzo) ("Barabbas", 1950, trad. it. 1985), Jaca Book, 2012. ISBN 978-88-16-53004-1
- Barabba (dramma) ("Barabbas", 1953, trad. it. 2004), Iperborea. ISBN 88-7091-123-3
- La terra della sera (poesie), trad. it. Franco Perrelli, Edizioni di pagina, Bari, 2007
- Pär Lagerkvist: un ospite della realtà (saggio biografico) a cura di Franci Perrelli, Iperborea, Milano, 1998